# Mery Cortez
Nelly Maria Cortez más conocida como Mery Cortez es una reconocida bailarina, coreógrafa, productora de musicales, ex-vedette, empresaria, directora y profesora de baile venezolana. Sus inicios en el espectáculo Venezolano se dieron de la mano de Renny Ottolina, siendo la bailarina oficial de sus programas El show de Renny Ottolina (1965) y Renny al mediodía donde fue una de las integrantes de "Las chicas de Renny", posteriormente se destacaría en superproducciones de Venevisión como Ritmo y juventud (1966-1969), La Quinta de simón Díaz (1966) y De fiesta con Venevision (1969-1978).
Especializada en Jazz, Ballet, Chachachá, Rumba, Folklore, Salsa y danza contemporánea, fue durante 45 años la coreógrafa oficial de Venevisión para el Miss Venezuela y Míster Venezuela, también de importantes musicales dentro del marco de los Juegos Panamericanos de 1983, la Serie del Caribe 2006 y la Copa América 2007; Es considerada como una de las bailarinas y coreógrafas más influyentes de la televisión hispana, dado su extensa trayectoria de 70 años.
Cortez ha sido la productora coreográfica de muchos de los musicales televisivos más importantes de la televisión venezolana. Es conocida también por ser jueza crítica en algunos reality show y competencias nacionales de baile, entre los cuales se destaca Bailando con las Estrellas (2005-2011), versión venezolana de Dancing with the Stars.

## Trayectoria

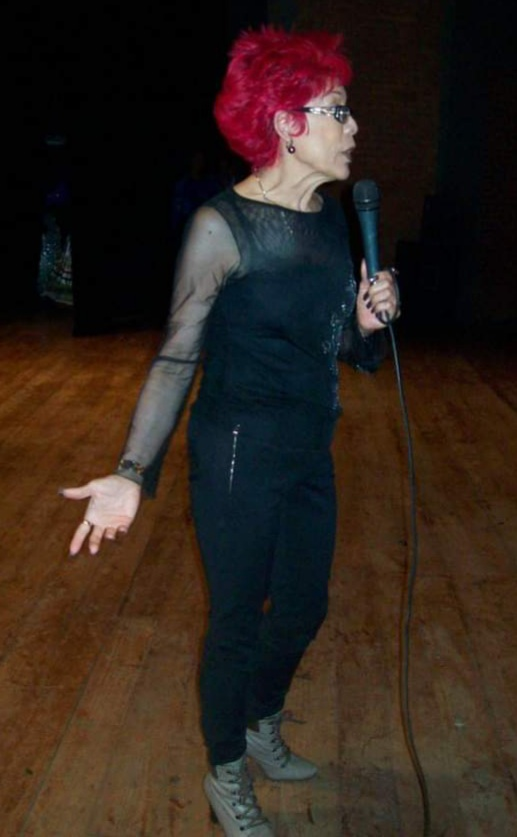
Mery Cortez en el XII Aniversario de Danzas Caciques de Paraguaná en 2011.

Mery Cortez dio sus inicios en el baile en presentaciones musicales realizadas en teatros, fue bailarina de Joaquin Pérez Fernández y Miro Antón, durante un casting fue seleccionada como una de las bailarinas oficiales de El Show de Renny en Radio Caracas Televisión, producido y presentado por Renny Ottolina donde integró el famoso grupo "Las Chicas de Renny" junto a bailarinas como Rosario Prieto, Marina Baura, María Gracia Bianchi, Ingrid Bolaw (más tarde Ingrid Garbo), Gudelia Castillo, Liduvina Ramírez, Elizabeth Flores Gil y las gemelas: Jeanette y Zayda García.
En esta etapa sus maestros de baile fueron Sandra Le Brocc y Jim Huntley, ambos coreógrafos internacionales que producían para Renny Ottolina; Cortez sufriría una lesión en el tobillo que conllevó a un reposo laboral para sanar, esta fue despedida injustificadamente, lo que permitió su llegada a Venevision, donde junto a Jorge Citino y Joaquín Riviera se desarrolló artísticamente como coreógrafa de los espectáculos musicales más importantes de Venevision. 
Cortez además fue bailarina del exitoso programa  De fiesta con Venevision mismo show en el cual debutaría como coreógrafa, también participó en programas de televisión como La quinta de Simón, El Show del pueblo y Ritmo y juventud, además fue durante casi treinta años la coreógrafa del Miss Venezuela y posteriormente del Míster Venezuela. En 1983 se destacó como productora coreografíca de los IX Juegos Panamericanos realizados en Caracas entre el 14 y el 29 de agosto del mismo año. En 1984 fue productora de El Show de Lila Morillo, un éxito en rating para Venevision y en 1986 trabajaría en el Miss Sudamérica 1986.
Entre 1988 y 1989 junto a Joaquín Riviera produjo los musicales del Señorita Panamá y para la década de 1990 estuvo a cargo de El Circo de las cómplices.  El 9 de agosto de 1999 funda la  Mery Cortez Academia Integral, su propia academia de baile.
En el 2000 se convirtió en la coreógrafa y productora del Miss Venezuela Mundo, atendiendo al requerimiento de la Organización Miss Mundo y su presidenta, Julia Morley de ajustar los parámetros de la realización del certamen Miss Venezuela, dividiéndolo en dos eventos. En 2004 fue colaboradora de ¡Qué Locuras! en el segmento "Yo fui Mister, Yo fui Miss" y desde 2005 se convirtió en una personalidad controversial de la televisión, por su labor como jueza del reality show Bailando con las estrellas producido por Ricardo Peña para Cisneros Media y que son una adaptación del programa estadounidense Dancing with the stars.En febrero del 2006 junto a Joaquín Riviera estuvo a cargo de los musicales de la  Serie del Caribe 2006 así como en 2007 se desempeñó bajo el mismo cargo en la 42.ª edición de la Copa América.
En 2017 luego de 51 años de trayectoria en Venevision, es jubilada de dicha televisora y se inicia como coreógrafa de cine en la película Vimazoluleka de Levy Rosell, cinta en la que también actuó. A la par dirige su propia institución de baile con la cual a ganado numerosos premios nacionales e internacionales.
En su trayectoria ha creado y producido coreografias para presentaciones y musicales de distintos aristas como Celia Cruz, Raphael, Thalia, Olga Tañon, Chayanne, María Conchita Alonso, Olivia Newton, John Travolta, Simón Díaz, Wilfrido Vargas, Alejandra Guzmán, José Luis Rodríguez "El Puma", Shakira, Flans, Isabel Pantoja, Carlos Baute, Locomia, Guillermo Dávila, Patricia Manterola y Mirla Castellanos.

## Carrera en reality shows
En 2005, Cortez comenzó a aparecer en el exitoso reality show: Bailando con las estrellas como una de las implacables juezas, programa en el que estuvo durante 3 temporadas entre el mismo año hasta el 2011, así como también desempeño el mismo papel en los programas derivados del mismo: Bailando con las reinas (2007), Bailando con los gorditos, (2007-2008) y Bailando con los abuelos (2008). 

## Filmografía

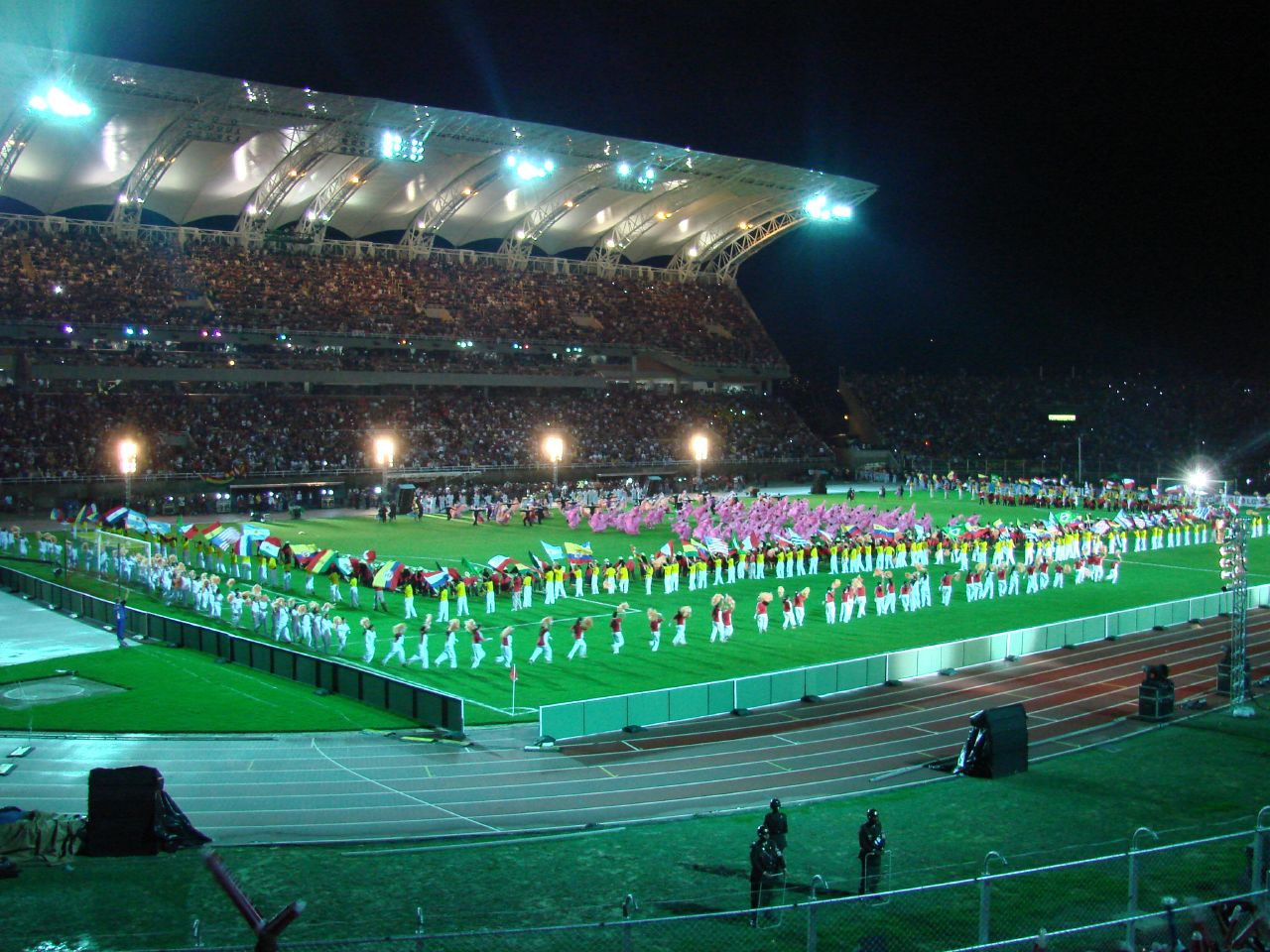
Ceremonia de inauguración de la Copa América 2007

### Como bailarina
- Renny presenta (RCTV, 1965)
- El show de Renny Ottolina
- Renny al mediodía
- Ritmo y juventud (1966-1969)
- La quinta de simón (1966)
- De fiesta con Venevision
- Miss Venezuela 2013

### Como jurado
- Bailando soy imbatible (Venevision, 2019)
- Consentidos estrellas (Televen, 2018)
- Cumpliendo tu sueño (Tves, 2017) - Jueza
- Bailando con las Estrellas (Venevision, 2005-2011) - Jueza
- Bailando con los Abuelos (Venevision, 2008) - Jueza
- Bailando con los gorditos (Venevision, 2007-2008) - Jueza
- Bailando con las reinas (Venevision, 2007) - Jueza

### como coreógrafa
- Vimazoluleka (película)[2]
- Nuestra Belleza Venezuela
- Miss Venezuela (1972-2017)
- Míster Venezuela (1996-2017)
- Todo por la Corona
- Bienvenidos (1983-2001)
- El Show de Lila (1984)
- Miss Suramerica 1986
- El País de Caramelo (1989-1991)
- De caramelo con nifu nifa (1989)
- El Circo de las cómplices (1991-1992)
- Señorita Panamá (1988-1989)
- Fiesta Con Popy (1990-1991)
- Miss Hispanidad (1990-1992)
- Cheverísimo (1992-2020)
- Romance Musical (1990-1992)
- Miss República Bolivariana de Venezuela
- Historia musical (1999-2001)
- Miss Venezuela Mundo
- Premio Meridiano de Oro (1973-1993)
- Festival Internacional de la Orquídea (1982-2012)
- Juegos Panamericanos de 1983
- Feria Internacional de San Sebastián (1985-2002)
- Feria Internacional del Sol (1985-2002)
- Feria internacional de San Celestino (2004)
- Súper Sábado Sensacional
- La guerra de los sexos
- Serie del Caribe 2006
- Copa América 2007
- Somos tú y yo: un nuevo día (2009)
- Miss Bolívar (2011-2012)[3]

### Actuaciones
- Vimazoluleka (Película de Cine)
- ¡Qué Locuras! (Segmento Yo fui Míster, Yo fui Miss)

## Otros proyectos
Fuera de la televisión, Cortez se ha mantenido vigente en distintas competencias y festivales de baile de Venezuela, con su academia de baile, con la cual lleva más de dos décadas formando bailarines integrales; En 2024 lanzó su espectáculo musical: Jazz Dance Tour 2024, que se ha realizado en ciudades como Caracas, Valencia y Mérida, en el marco de la celebración de sus 70 años de trayectoria artística.

## Premios y reconocimientos
El 21 de octubre del 2001, recibió junto a Joaquín Riviera y Cynthia Lander la V de Oro a la producción del Miss Venezuela 2001. El 11 de septiembre del 2013 la producción del Miss Venezuela 2012 obtuvo el Premio inter al mejor show en vivo del año.
El 13 de agosto de 2023 obtuvo la Orden Relámpago del catatumbo que le fue otorgada por el gobernador del estado Zulia, Manuel Rosales, así como obtuvo la Orden San Sebastián por parte de la Alcaldía de Maracaibo en el Museo Municipal de Artes Gráficas Luis Chacón.